# Куркуркент
Куркуркент (лезг. КIуркIур) — упразднённое село в Сулейман-Стальском районе Дагестана. На момент упразднения входило в состав Новомакинского сельсовета. В 1960-е годы в плановом порядке жители села были переселены в села Герейхановское и Новая Мака.

## География
Село располагалось в междуречье рек Ашагамака и Шанкам, в 1 км к югу от села Ашага-Захит.

## История
До вхождения Дагестана в состав Российской империи селение входило в состав Кутуркюринского магала Кюринского ханства. После присоединения ханства к Российской империи числилось в Цицегском сельском обществе Кутур-Кюринского наибства Кюринского округа Дагестанской области. В 1895 году селение состояло из 53 хозяйств. По данным на 1926 год село состояло из 52 хозяйств. В административном отношении входило в состав Рухунского сельсовета Касумкентского района. До 1960-х годов в селе действовал колхоз «Правда». В 1962 году был принят план по переселению 52 хозяйств села в совхоз имени Герейханова. В 1969 году по плану ещё 15 хозяйств должны были быть переселены в совхоз имени XXIII Партсъезда, село Новая Мака. По данным на 1970 год, село входило в Новомакинский сельсовет, в нём размешалось звено совхоза.

## Население
| Численность населения | Численность населения | Численность населения | Численность населения | Численность населения |
| 1895                  | 1908                  | 1926                  | 1939                  | 1970                  |
| --------------------- | --------------------- | --------------------- | --------------------- | --------------------- |
| 320                   | ↘310                  | ↘238                  | ↗249                  | ↘13                   |

По данным Всесоюзной переписи населения 1926 года, в национальной структуре населения лезгины составляли 100 %